# Solothurn S-18/1100
El Solothurn S-18/1100 fue un fusil antitanque suizo de 20 mm empleado durante la Segunda Guerra Mundial, siendo una variante del S-18/1000 con modo de disparo automático.

## Historia
La empresa armera suiza Solothurn fue comprada por la empresa alemana Rheinmetall, para eludir las limitaciones a la producción de armas dispuestas por el Tratado de Versalles.
Siendo el primer fusil antitanque Solothurn con selector de disparo, el S-18/1100 fue ofertado a algunos países (como Italia, Países Bajos y Suiza) como un "Arma Universal" para emplearse tanto como fusil antitanque y cañón antiaéreo.

## Descripción
El S-18/1100 tenía la misma configuración bullpup de sus variantes anteriores, siendo accionado por los gases del disparo y alimentado desde un cargador de 10 balas. Su gran tamaño lo hacía difícil de transportar. Empleaba el cartucho 20 x 138 B, cuyo tamaño y potencia producían un gran retroceso. Debido a su peso, iba montado sobre un afuste con ruedas y cola dividida. Una vez emplazado, el cañón podía ser disparado desde su afuste, o desde un bípode cuando era empleado como fusil antitanque. En este papel, podía perforar una plancha de blindaje inclinada a 30° con un espesor entre 15 mm y 18 mm a 300 m. Además de su afuste con ruedas, también era ofertado con un trípode plegable de gran ángulo, para servir como cañón antiaéreo ligero.

## Historial de combate
Además de ser empleado por Suiza, también fue empleado por los ejércitos de Hungría (Tankbuchse), Italia (Fucile anticarro), Alemania nazi (2 cm PzB785(s)) y Países Bajos (Geweer tp 18-1100). Los cañones capturados por los alemanes recibieron las designaciones 2 cm PzB785(h) y 2 cm PzB785(i).

## Usuarios
- Alemania nazi
- Hungría
- Italia
- Países Bajos
- Suiza